# Sitechka perforata
Sitechka perforata (лат.) — вид вымерших насекомых семейства Maguviopseidae (Prosboloidea) из подотряда цикадовых отряда полужесткокрылых. Единственный вид в составе рода Sitechka. Древнейшие находки происходят из триаса Азии (Мадиген, Кыргызстан). Родовое название происходит от русского слова «ситечко».

## Описание
Длина от 4,8 до 5,6 мм. Костальный край изогнут и жилка R разветвлена перед 1/3 длины тегмена; rm дистальна к основанию CuA1. Жилки MA и MP простые. Тегмен обрезан у вершины и покрыт шестигранными сотовидными ячейками. Базальные ячейки очень мелкие или отсутствуют. Тегмен широкий и плоский. Вид был впервые описан по отпечаткам в 2011 году российским палеоэнтомологом Дмитрием Щербаковым (Палеонтологический институт РАН, Москва, Россия). Среди сестринских таксонов: †Falcarta, Nonescyta, Fasolinka, Krendelia, Maguviopsis, Asiocula, Nevicia, Cuanoma, Sacvoyagea, Phyllotexta.